# سيريتينيب
سيريتينيب (بالإنجليزية: Ceritinib)‏ هو دواء يُستعمل في علاج:
- سرطانة الرئة اللابدة[10]